# Pragermanščina
Pragermanščina je rekonstruiran jezik, skupni prednik vseh germanskih jezikov.